# Jørgen Juve

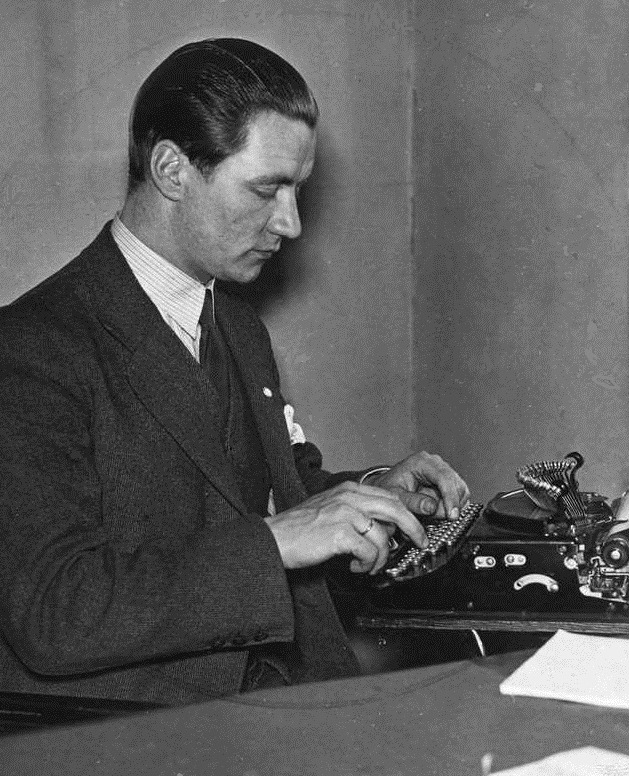
Jørgen Juve (1906-1983)

Jørgen Juve (22 de noviembre de 1906 – 12 de abril de 1983) fue un futbolista noruego, jurista, periodista y  escritor. 

## Biografía
Juve nació en Porsgrunn; fue hijo de Ole Martin Juve y de Marie Pøhner.
Jugó en la demarcación de delantero en el F.C. Lyn Oslo, y también en el seleccionado nacional.
Fue el mayor anotador de la selección de fútbol de Noruega, con 33 goles en 45 partidos, hasta que el 10 de octubre de 2024  fue superado por Erling Haaland, rompiendo de esta forma una hegemonía establecida durante 87 años.
Fue capitán del seleccionado noruego que ganó la medalla de bronce en los Juegos Olímpicos de 1936. Laboró como periodista en el Dagbladet y en Tidens Tegn, habiendo escrito varios libros.